# Шемуд (гмина)
Шемуд (пол. Szemud) — сельская гмина (волость) в Польше, входит как административная единица в Вейхеровский повет, Поморское воеводство. Население — 12 229 человек (на 2004 год).

## Демография
| Перепись                       | Всего   | Всего | Женщины | Женщины | Мужчины | Мужчины |
| ------------------------------ | ------- | ----- | ------- | ------- | ------- | ------- |
| Единицы                        | человек | %     | человек | %       | человек | %       |
| Население                      | 12 229  | 100   | 5967    | 48,8    | 6262    | 51,2    |
| Плотность населения (чел./км²) | 69,3    | 69,3  | 33,8    | 33,8    | 35,5    | 35,5    |

## Сельские округа
1. Бендаргово
2. Бояно
3. Важно
4. Глазица
5. Грабовец
6. Добжевино
7. Донимеж
8. Еленьская-Хута
9. Земблево
10. Камень
11. Келеньская-Хута
12. Кельно
13. Ковалево
14. Колечково
15. Лебеньская-Хута
16. Лебно
17. Лесьно
18. Пшеточино
19. Рембиская
20. Ченстково
21. Шемуд
22. Шемудзкая-Хута

## Соседние гмины
1. Гдыня
2. Гмина Картузы
3. Гмина Линя
4. Гмина Люзино
5. Гмина Пшодково
6. Гмина Вейхерово
7. Гмина Жуково